# Михайлівська підстанція
Михайлівська підстанція — електрична підстанція , розташована біля міста Первомайськ Луганської області.
Введена в дію у 1962 році в межах першої у світі міжсистемної електропередачі постійного струму «Волгоград — Донбас» від Волгоградської ДРЕС до підстанції Михайлівської (Донбас). Довжина лінії склала 473 кілометрів (у тому числі по Україні 247 кілометрів), мала проектну пропускну спроможність 750 мегават. Ця пропускна спроможність дозволила забезпечити ефективний обмін перетоками потужності між об'єднанними енергетичними системами Півдня та Поволжя. Кінцеві перетворювальні підстанції використовували ртутні вентильні перетворювачі, які на тому етапі стану техніки (до появи пристроїв силової електроніки) були єдиним можливим рішенням для перетворення великих струмів. Знаходиться підстанція між містами Первомайськ і Золоте Первомайської міськради , біля селища з історичною назвою Михайлівка , яке до того часу вже входило до складу міста Золоте.
Після 40 років експлуатації підстанції її передавальна потужність знизилася до 200 мегават через зношеність ртутних вентилів. З цієї причини, а також у сукупності з іншими причинами до 2000 року передача постійного струму втратила своє міжсистемне значення. Однак у свій час (1962–1965 рр.) вона дозволила здійснити паралельну роботу об'єднаної енергетичної системи Півдня в структурі єдиної енергосистеми європейської частини колишнього СРСР.  На час побудови Михайлівська підстанція була однією з найпотужніших в Європі . Було випущено спеціальний нагрудний знак на честь будівництва Михайлівської підстанції, яким нагороджували її будівельників . Часткову заміну ртутних перетворювачів на тіристорний комплект було здійснено у 1977 році. . На 2012 рік урядом України були заплановані роботи з модернізації підстанції.  В наш час підстанція продовжує працювати для забезпечення енергопостачання регіону.